# Биби — маленькая волшебница и тайна ночных сов
«Биби — маленькая волшебница и тайна ночных сов» (нем. Bibi Blocksberg und das Geheimnis der blauen Eulen) — немецкий фильм, выпущенный в 2004 году. Является сиквелом фильма Биби — маленькая волшебница.

## Сюжет
Биби Блоксберг в прошлом школьном году проводила слишком много времени за колдовством, совершенно забыв об учёбе. Из-за этого оценки по математике стали намного хуже, поэтому её родители, Барбара и Бернард Блоксберг, на каникулы решают отправить Биби в замок-интернат Альтенберг.
Все протесты Биби против этих планов оказались неудачными и она всё же смирилась, что проведёт там несколько скучных недель.
Однако вскоре она находит в интернате новых друзей: Давида, который влюбляется в неё, и девочку Элеа, которая потеряла родителей и находится в инвалидном кресле. Биби очень хочет помочь ей, но даже у ведьм полномочия ограничены. У главной ведьмы Вальпургии Биби узнаёт, что когда-то в мире существовали синие совы, волшебная пыль которых излечивала почти все болезни. К счастью, последние совы как раз находятся в лабиринте под замком Альтенберг.
Однако Биби и Элеа не единственные, кто ищет синих сов. Злая ведьма Рабиа освободилась из болота, в которое она была изгнана на 5 лет (прошёл лишь год), за то, что хотела причинить вред Биби. И до сих пор мечтает отомстить семье Блоксбергов. И так как совиная пыль имеет очень много возможностей, Рабиа совсем не прочь её заполучить.
Ирония в том, что совы могут быть найдены только путём решения сложных математических головоломок. Но так как Элеа хороша в математике и Биби тоже прилежно училась в Альтенберге, они разгадывают загадку синих птиц. Совы, к сожалению, не могут вылечить Элеа, но зато дают возможность ей хотя бы раз увидеть родителей. Рабиа, тем временем, уже схвачена добрыми ведьмами и полностью лишена колдовской силы. Сейчас она живёт, как и все обычные люди.

## В ролях
| Актёр              | Роль              |
| ------------------ | ----------------- |
| Сидони фон Кросигк | Биби Блоксберг    |
| Мария-Луиза Шталь  | Элеа              |
| Коринна Харфух     | Рабиа             |
| Катя Риман         | Барбара Блоксберг |
| Ульрих Нойтен      | Бернард Блоксберг |
| Моника Блайбтрой   | Вальпургия        |

## Интересные факты
- Как и в первом фильме Биби — маленькая волшебница в сценах присутствуют музыкальные вставки.
- Тема в начале фильма сильно напоминает музыку из Гарри Поттера.